# 십자석
십자석(十字石, Staurolite)은 점토질 퇴적암이 중급 정도의 광역변성작용을 받았을 때 흔히 나타나는 변성광물의 하나로, 광역변성의 지표광물로써 사용된다. 망간십자석도 산출될 수 있으나, 보통은 철, 망간, 마그네슘 중에서 철의 비율이 70 - 80%에 달한다. 투입쌍정의 형태로 흔히 나타나는데, 영어명칭인 Staurolite는 이 특유의 모양 때문에 그리스어로 십자가를 의미하는 “stauros”와 돌을 의미하는 “lithos”의 합성어로 이루어져 있다. 그 이름은 1792년 프랑스의 지질학자인 장-클로드 델라메테리가 명명하였다.

## 결정구조
Náray-Szabó가 십자석의 결정 구조를 처음으로 결정했는데, 그는 십자석을 완전한 사방정계로 보았고, 48개의 산소원자들이 입방최밀쌓음으로 배열되여 있다고 생각했다. 또한 (010)면에 평행하게 알루미늄 팔면체의 사슬들이 규산염 사면체와 교차하고 있다고 보았다.
이후 Juurinen이 알루미늄과 철, 그리고 결정구조 내의 수산기 함량을 정정했으며, Hurst가 렌트겐선 회절분석을 하여 단사정계이나 마치 사방정계와 흡사한 구조를 나타내었음을 확인하였다.
이에 의해 정정된 십자석의 공간군은 C2/m이며, 팔면체 자리에 2개의 알루미늄 이온 자리가 추가되었다. 이 구조에서는 8개의 알루미늄 규산염 층이 Al2Fe4O8H2와 교체되어 광물의 화학식을 H2Fe4Al18Si8O48로 결정하게 하였다. Juurinen의 이 모형은 결정구조와 화학조성에 있어서는 실제 측정값과 잘 맞았으나, 전기적 중성을 설명하지 못하였다. 이 문제는 Smith, Griffen과 Ribbe가 개선하여 최종 화학조성을 Fe2+2Al9O6(SiO4)4(O,OH)2으로 하여 해결하였다.

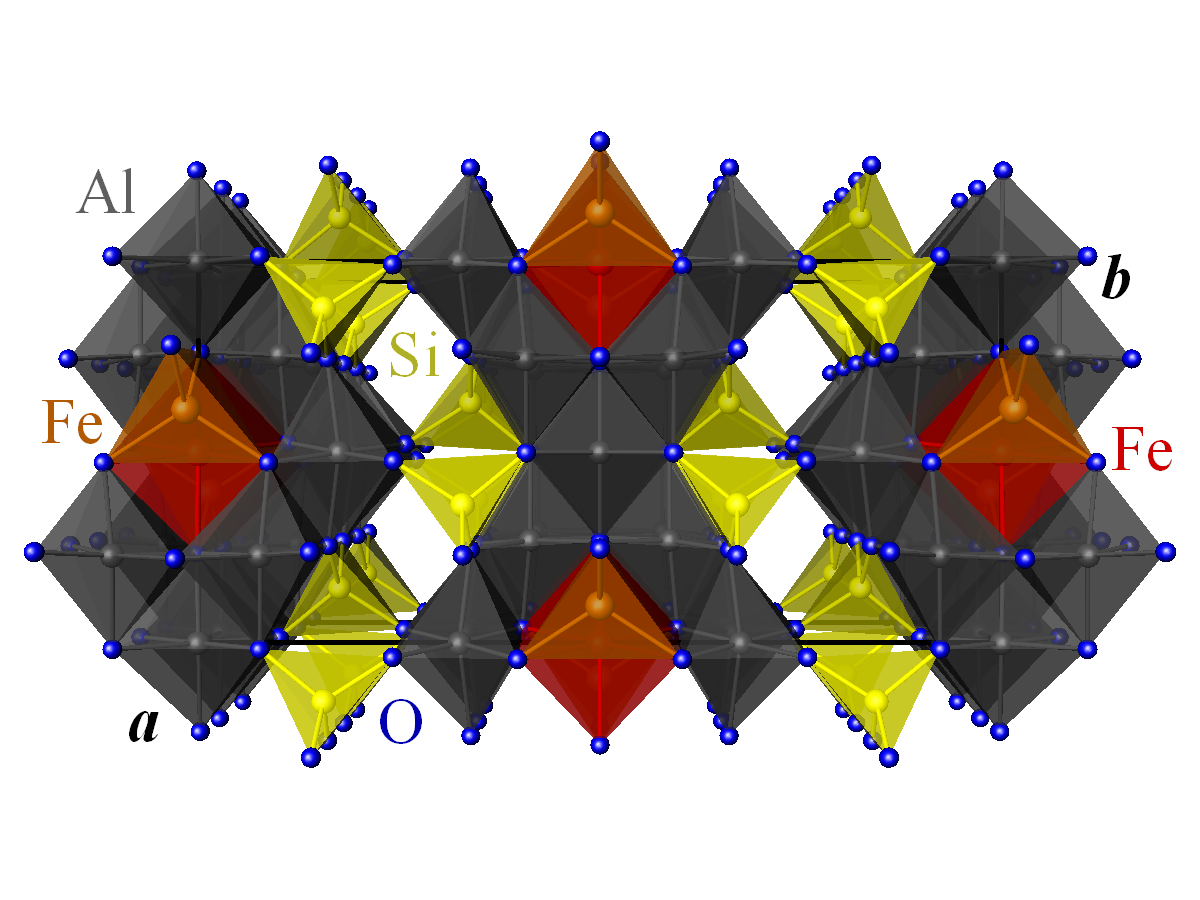
(a,b)면에서 투영된 십자석의 결정구조. 적색/주황색은 철, 회색은 알루미늄, 황색은 규소, 청색은 산소 원자. 수소원자는 도시되어 있지 않다. S
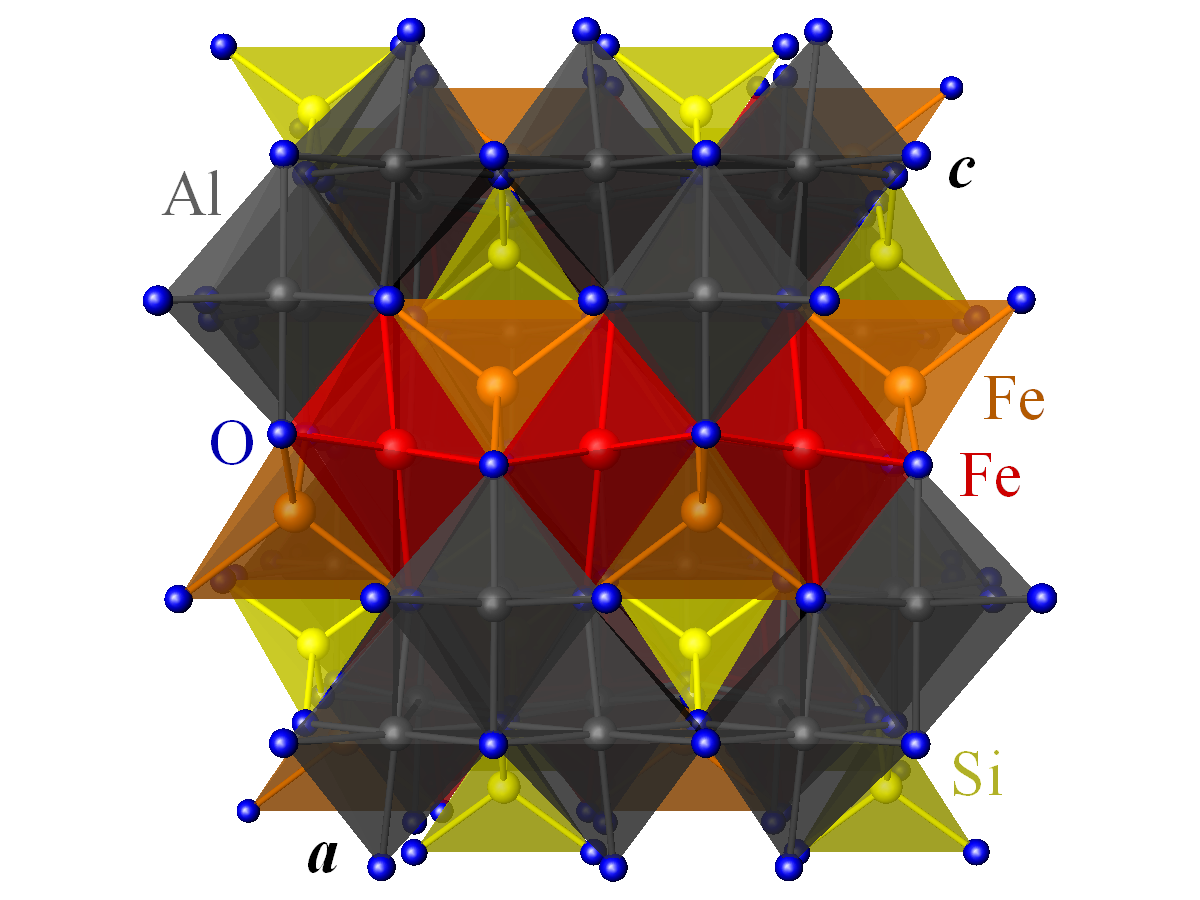
(a,c)면에서 투영된 십자석의 결정구조. 각 원자는 (a,b)면에서 투영된 것과 같은 색으로 도시되여 있다.

## 물리적 성질
광학적 성질로 분류하면 이축성 광물이며, 현미경상에서는 우로 두드러지게 튀어나온 모습을 드러낸다.
화학 조성에 따른 고철질 십자석의 광학적 성질의 차이는 미약하게 나타난다. Juurinen은 115개의 십자석의 α-굴절률을 측정하여 단위포의 철 함량과 십자석의 굴절률이 선형적으로 관계를 보임을 확인하였다. 이후 Schreyer와 Seifert가 함마그네슘 십자석의 굴절률을 측정하여 Jurrinen의 십자석 시료들 중 마그네슘 끝성분을 골라내어 비교한 결과 마그네슘 성분에는 차이가 있어도 굴절률에 크게 차이가 나지 않음을 확인하였다.
누대구조는 종종 나타나는데, 부채꼴누대로도 자주 나타난다. 이러한 부채꼴누대는 광물 표면에서의 성장률과 확산률의 차이에 의해 나타난다.
십자석은 흔히 반상변정으로 많이 나는데, 봉입체로 흔히 석영이나 운모류를 가지고 있다. 때로는 남정석과 평행연정을 보이기도 하는데, 그 때에는 십자석의 (010)면과 남정석의 (100)면이 평행하게 발달한다.
직각의 투입쌍정은 정대 {031}에 발달하며 정대 {231}에는 60˚ 쌍정이 발달한다. 정대 {031}에서는 접촉쌍정도 나타날 수 있다. 벽개는 {010} 정대에서 나타나나, 잘 발달되어 있지는 않다. 단구는 조개껍질의 안쪽과 같이 휘어져 깨지는 모습인데, 역시 완벽한 패각상으로 깨지지는 않는다.

## 화학적 성질
황산과 서서히 반응하며, 불산에는 녹지 않는다. 지표에서 흔히 변질되어 견운모화작용이나 녹니석화되는 과정을 거친다.
십자석의 화학조성 차는 마그네슘의 함량 외에는 크지 않으나, 십자석의 수산기 함량은 양이온 자리가 부분적으로만 점유되는 특성 문제에 의해 측정에 여러 어려움이 있었다. 이 문제는 Griffen과 Ribbe가 단위포의 질량 평균치를 내어 측정하는 방식으로 해결되었다.
십자석이 포함하고 있는 미량 원소로는 아연, 니켈, 알칼리 금속류 등이 드물게 보고되고 있다.
십자석에서의 철-마그네슘 함량은 변성 당시의 온도를 지시하는 지온계로 사용될 수 있다. 십자석과 석류석의 Mg와 Fe 끝성분의 반응 단계를 아래와 같이 표현해 보면
십자석Mg+석류석Fe {\displaystyle \leftrightarrows } 십자석Fe+석류석Mg 와 같다.
이 반응에서, 마그네슘 분율 계수 {\displaystyle K_{D}^{\mathsf {Mg}}=\left({\frac {X_{\mathsf {Mg}}}{1-X_{\mathsf {Mg}}}}\right)^{\mathsf {Gt}}\left({\frac {1-X_{\mathsf {Mg}}}{X_{\mathsf {Mg}}}}\right)^{\mathsf {St}}}이다.
그리고 {\displaystyle 2.303RT\log K^{\mathsf {Mg}}=G_{\mathsf {Mg}}^{\mathsf {St}}+G_{\mathsf {Fe}}^{\mathsf {Gt}}-G_{\mathsf {Fe}}^{\mathsf {St}}-G_{\mathsf {Mg}}^{\mathsf {Gt}}=\Delta G}이다. ({\displaystyle X_{\mathsf {Mg}}}는 마그네슘, 철, 망간 중의 마그네슘 분율)
이와 같은 계산에 바탕하여 Perchuk은 십자석-석류석 간의 철-마그네슘 농도 차를 이용, {\displaystyle \log K_{D}^{\mathsf {Mg}}-f(T)} 의 관계를 도시하여 지온계로 쓸 수 있음을 보였다. 이에 따르면 온도가 증가할수록 {\displaystyle \log K_{D}^{\mathsf {Mg}}} 값은 증가하는 경향을 보인다.
실험적인 열역학 연구들에 의하면, Halferdahl 에 의해 귀석류석과 허시나이트와 함께 Fe-십자석이 산출되는 것이 1961년에 보고되었다. 이는 7kbar 이상의 압력과 700 °C 이상의 온도에서 경녹니석이 분해되어 생긴 것임이 이후에 확인되었다.
초기에 Fe - 십자석이 안정하게 존재할 수 있는 압력의 상한은 높은 물과 QFM 버퍼의 분압이 있는 환경을 상정했을 때 10kbar 정도라 생각되었는데, 이후에 QFM과 NNO 버퍼의 산소 도산능에 따라 6 - 15 kbar 정도임이 확인되었다.

## 변성상에서의 공생관계

### 배로비안형
십자석은 상기했듯이 니질 퇴적암이 광역 고압변성작용을 받아 나오는 광물이며 흔히 석류석·남정석과 연계되어 있다. 배로비안형 변성지대(Barrovian-type)에서는 변성환경이 점점 고압상을 지시할수록 십자석은 안정하게 존재하지 못하고 남정석이 안정한 상으로 이동해 간다. 이는 배로비안형 변성지대에서 십자석의 안정 압력상한이 남정석의 안정 영역에 걸쳐 있기 때문이다.
배로비안형 변성지대에서 십자석은 중간 정도의 변성정도를 지시한다. 버컨형 변성상과 비교했을 때 배로비안형이 변성 당시의 압력이 좀 더 높았음을 지시하고 있다. 또한 석류석과 공생하고 남정석·경녹니석이 산출되지 않는 환경 역시 낮은 정도 - 높은 정도의 배로비안형 변성지대에서 나타날 수 있다.

### 버컨형
광역변성작용에 있어서 온도에 비해 상대적으로 낮은 압력의 변성상의 경우에는 넓은 지역에서의 심성 관입과 관련이 되어 있다. 이러한 심성 관입은 변성작용의 후기 단계에 있다. 이런 상황에서 십자석은 홍주석이나 근청석과 연계되는 성향이 더 있다. 이러한 경우의 변성상을 버컨형 변성상 (Buchan-type)이라 하여 배로비안형과 구별한다. 이 때의 십자석-근청석 평형은 아래와 같이 나타난다:
2십자석+7석영 {\displaystyle \leftrightarrows } 2근청석+5Al2SiO5+H2O
27근청석+6H2O+5O2 {\displaystyle \leftrightarrows } 12십자석+10자철석+87석영
이를 바탕으로 하면 십자석-근청석이 평형을 이루는 영역은 홍주석과 대부분 겹친다.

## 산출지
한반도에서의 주요 산지는 아래와 같다:

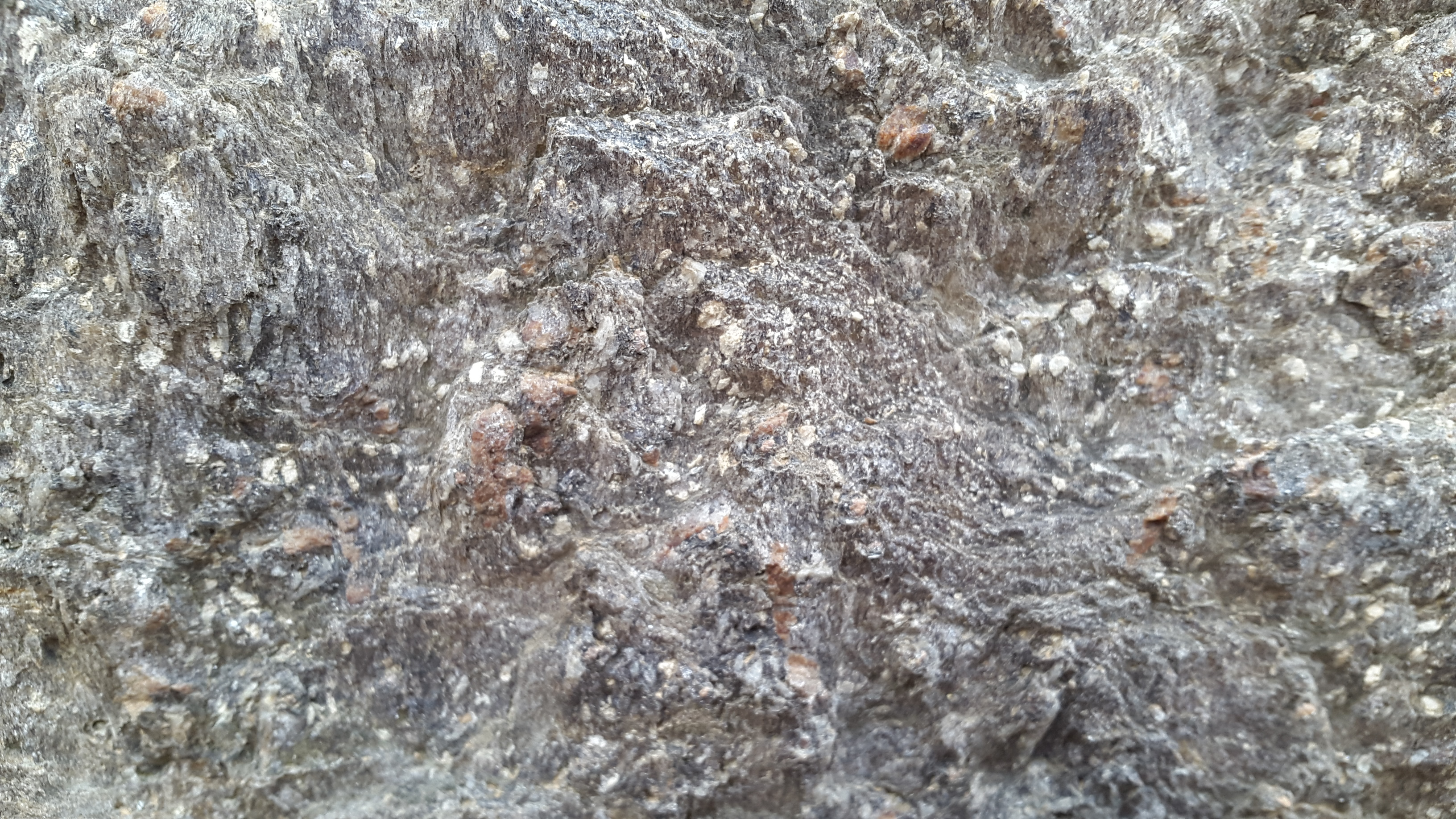
연천군 신서면에서 나는 함십자석 편암. 붉은 주상의 광물이 십자석이다. 노두 세로길이 7 cm.

- 경기도 연천군 삭령면 진곡리 느릅고개, 전음리
- 경기도 연천군 중면 중사리
- 충청남도 서산군 부석면 취평리
- 전라남도 강진군 강진읍 송덕리
- 평안남도 강서군 반석면 상사리
- 평안남도 강서군 성대면 가장리
- 강원도 회양군 난곡면 하송관리
- 강원도 김화군 근북면 산현리 (망간십자석 산출)
- 함경남도 단천군 수하면 고성리 중당동, 내촌리 거사동
- 함경남도 단천군 북두일면 용천리
- 함경남도 갑산군 진동면 유포리

한반도에서 십자석은 주로 연천계나 마천령계의 운모편암류에서 나오나 연천 삭녕면 느릅고개의 십자석은 드물게 석영맥에서도 함께 거정으로 나고 있다.